# Bari (Würzmittel)
Bari (auch bekannt als Badi, Vadi, Badiyan, Vadiyan, Hindi बड़ी baṛi) ist eine Zutat der indischen Küche. Verschiedene Gewürze, darunter Bockshornkleesamen, Chilipulver und Urad Dal werden mit Senföl zu einem Teig verarbeitet, der dann mit oder ohne vorheriges Braten in kleinen Stücken an der Sonne getrocknet und bis zur weiteren Verwendung gelagert wird.